# Hallberg-Rassy

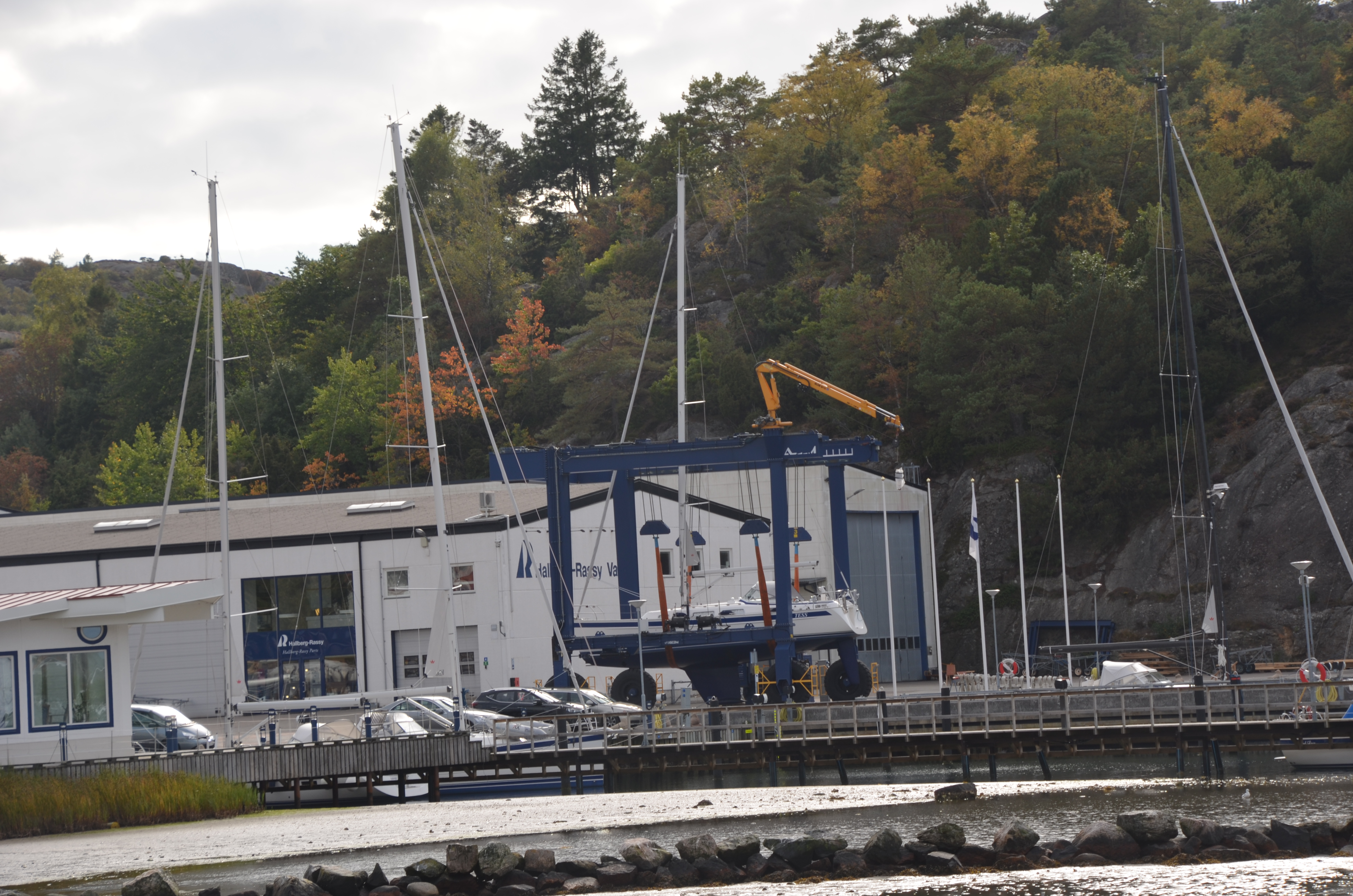
Hallberg-Rassys varv i Ellös

Hallberg-Rassy Varvs AB är ett båtvarv i Ellös på Orust, som tillverkar segelbåtar, sedan 1988 ritade av Germán Frers från Argentina. Varvet är idag Sveriges största fritidsbåtsvarv. Företaget drivs sedan 2003 i andra generation av Magnus Rassy.
Varvet bildades genom att Christoph Rassy, ursprungligen från Tyskland, först, vid mitten av 1960-talet, tog över lokalerna för Harry Hallbergs varv i Kungsviken, Orust och senare 1972 köpte dennes nya varv i Ellös.
Den första helt egna produktionen var HR35 Rasmus, vars breddmått fick avgöras av dörröppningen på varvshuset i Kungsviken. Monsun 31 är den modell som producerats i flest exemplar. Under åren 1974–1982 byggdes 904 båtar.
Många världsomseglare har använt en Hallberg-Rassy. I tävlingen Atlantic Rally for Cruisers har Hallberg-Rassy länge varit den vanligaste båttypen.

## Bildgalleri

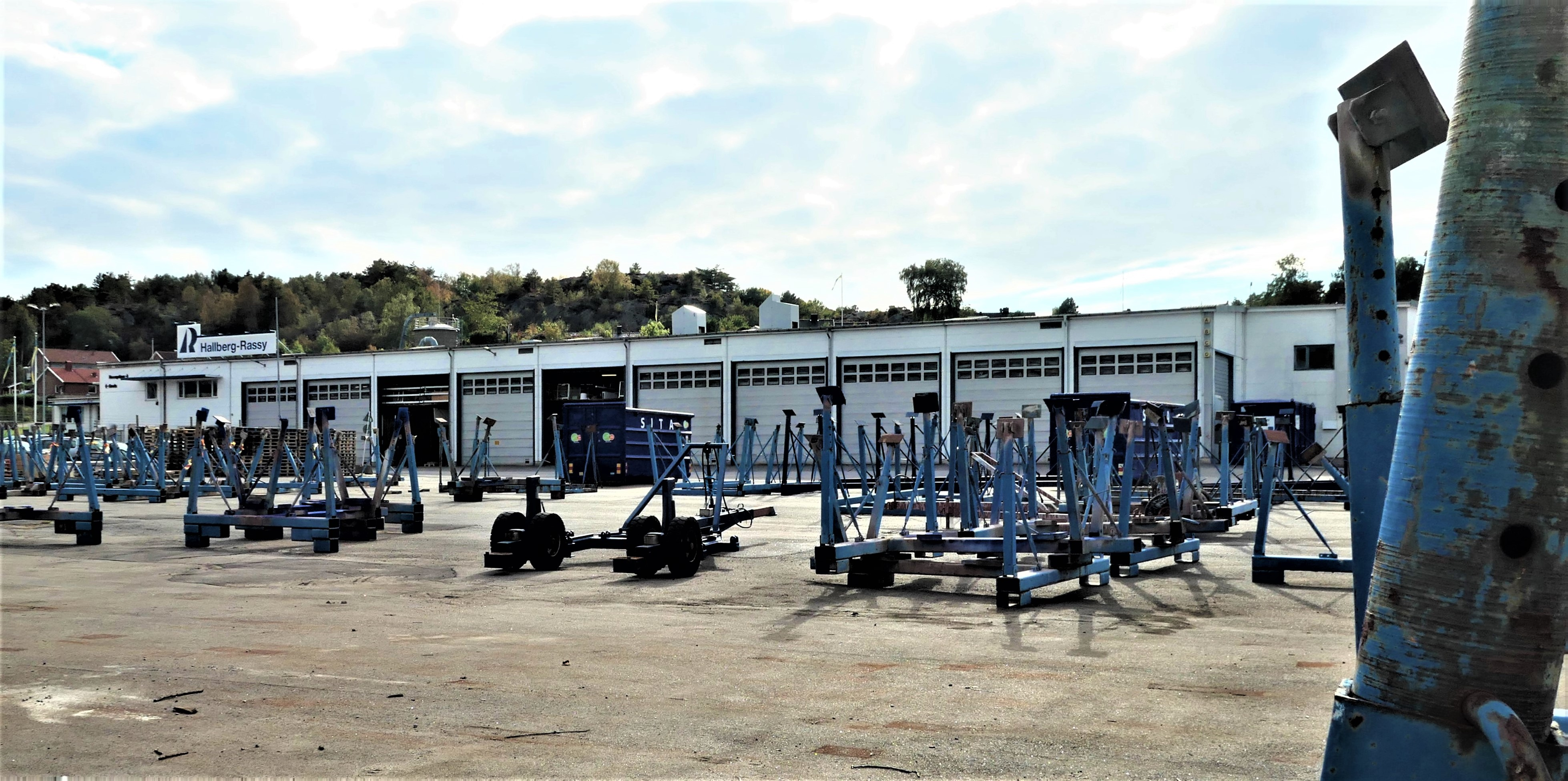
Hallberg-Rassy i Ellös
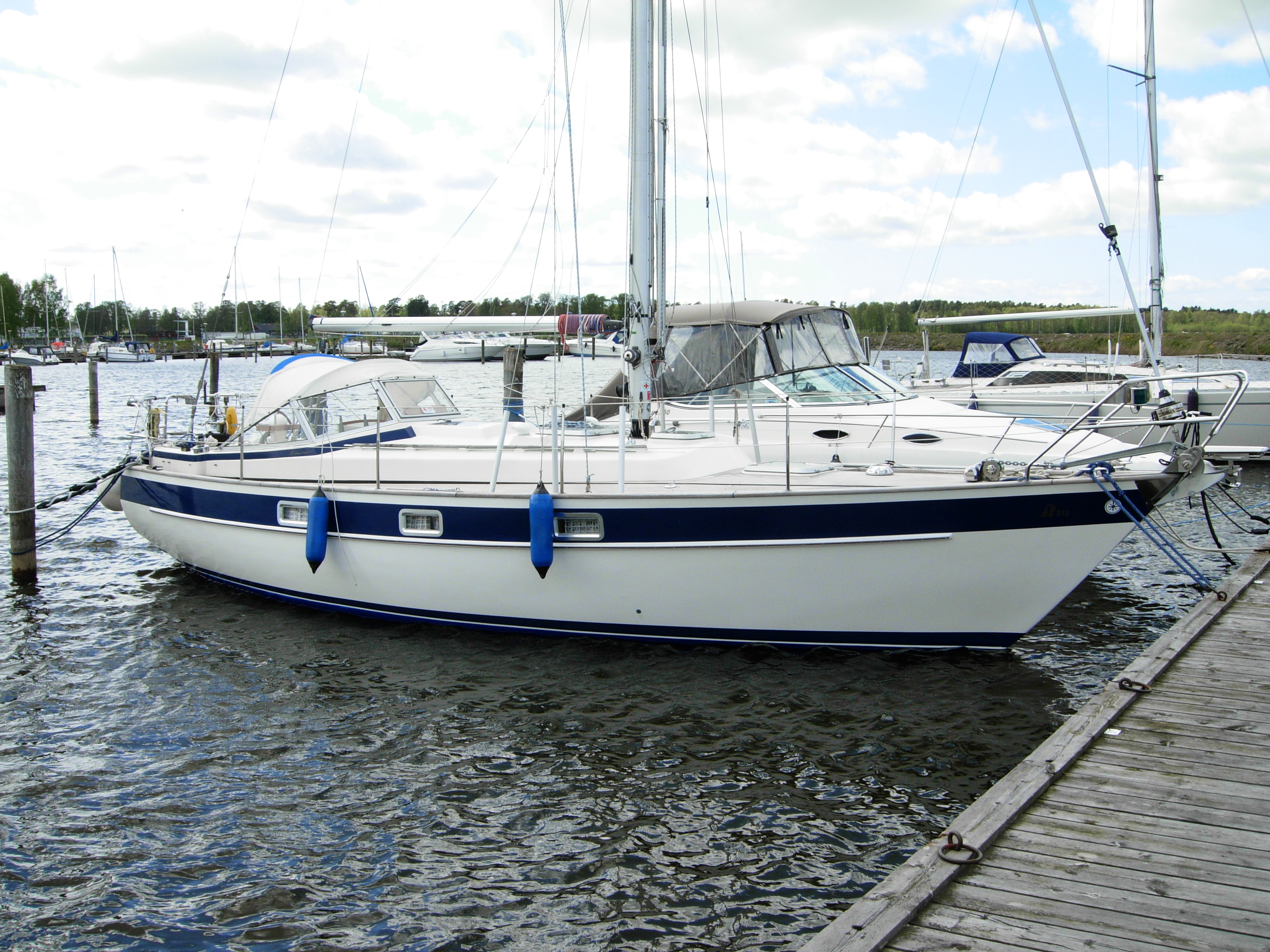
Hallberg-Rassy 312 Mk1. Mellan 1979 och 1986 byggdes 485 båtar av denna modell.
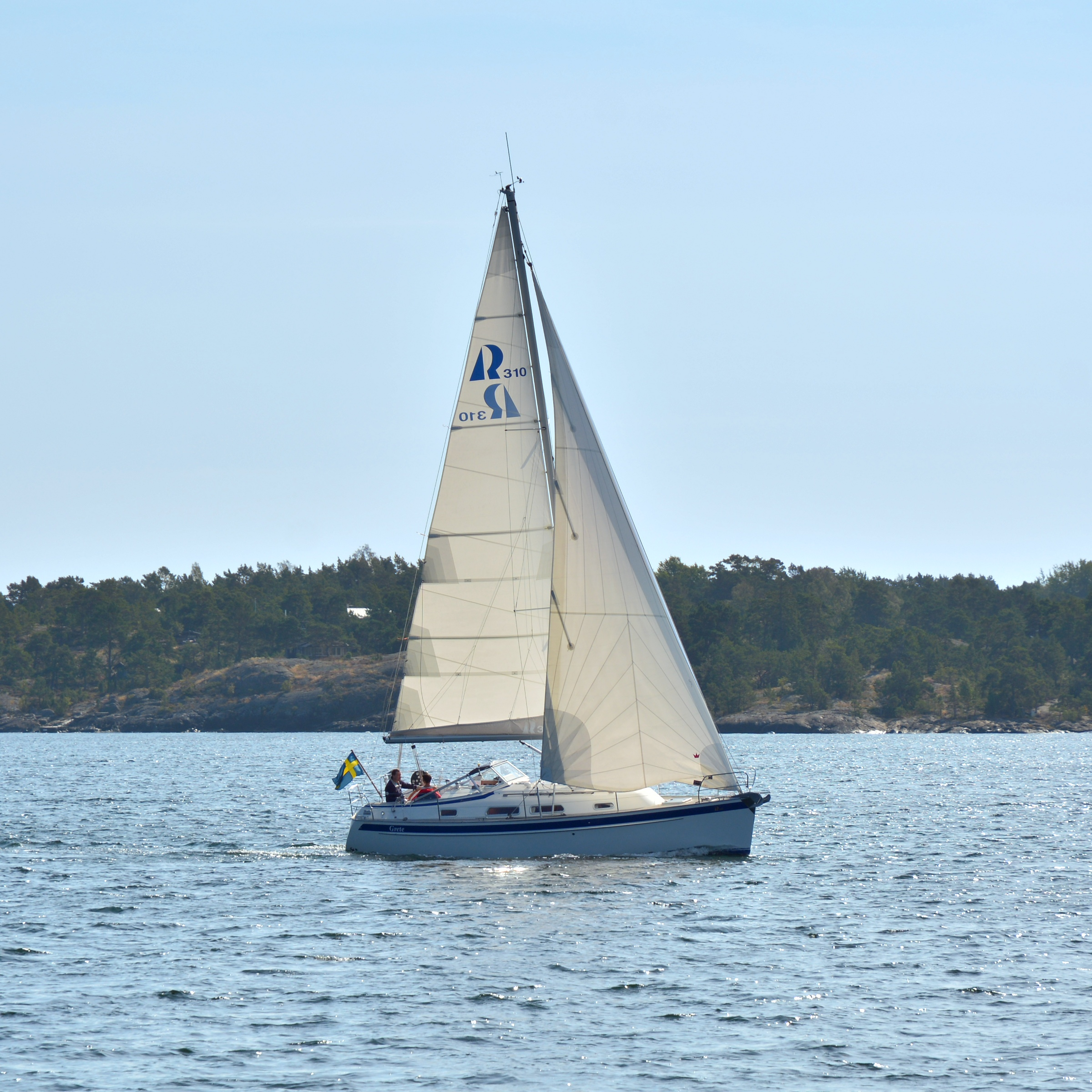
Hallberg-Rassy 310